# 赫伯特 (澳大利亞國會選區)
赫伯特選區（英語：Division of Herbert），是澳大利亞昆士蘭州的下議院選區，位於北部湯斯維爾。面積946平方公里。
選區始於1901年，是七十五個原始國會選區之一。1975年起至2010年止，本區勝出議員所屬政黨都能在該次大選勝出。2019年起當區議員是昆士蘭自由國家黨的菲利普·汤普森。